# Стивън Хънтър
Стивън Хънтър (на английски: Stephen Hunter) е американски писател на бестселъри в жанра трилър, есеист и филмов критик, носител на наградата „Пулицър“.

## Биография
Стивън Хънтър е роден на 25 март 1946 г. в Канзас, Мисури, САЩ и е най-големият от 4-те деца. Баща му Чарлз Франсис Хънтър е професор по литература в Северозападния университет. Майка му Вирджиния Рикер Хънтър е автор на книги за деца. Той израства в Еванстън, Илинойс. Детството му е трудно, тъй като баща му е алкохолик и гей, и това по-късно става причина за убийството му през 1975 г. Още от малък е привлечен от оръжията и писаното слово. Когато е на 8 години, изявява желание да стане писател и филмов критик.
Завършва през 1968 г. Северозападния университет с диплома по журналистика. Служи две години в армията на САЩ, първоначално като церемониален войник в почетната стража на Националното гробище „Арлингтън“ във Вашингтон, а по-късно пише за военния вестник „Pentagon News“.
През 1971 г. Хънтър започва работа в „The Baltimore Sun“ като редактор на неделното издание на вестника в продължение на десетилетие. Става филмов критик през 1982 г. в същия вестник през 1982 г., а през 1997 г. преминава като такъв във „Вашингтон пост“. Слави се като безпощаден коментатор. През 1998 г. Хънтър е награден от Американското общество на редакторите на вестници в категория „Критика“, а през 2003 г. получава наградата „Пулицър“ за критика. Хънтър напуска „Вашингтон пост“ през 2008 г., но продължава да пише за рубриката „Стил“. Освен като филмов критик той е писал понякога и по други теми като войната в Афганистан. Пише и за „Houston Chronicle“, „Journal News“ (Уестчестър, Ню Йорк), и „San Francisco Chronicle“.
Макар и популярен кинокритик, Хънтър е известен със своите романи. Още докато е в „Балтимор Сън“ той публикува първия си роман „The Master Sniper“ (1980). Следват още няколко романа, вкл. романизацията на филма „Target“ (1985) с участието на Джийн Хекман и Мат Дилън. В романа той включва нови герои, които ги няма във филма, а се появяват в следващите му романи.
През 1993 г. Хънтър издава романа „Снайпер“, с който поставя началото на серията с главен герой бившия снайперист от морската пехота Боб Лий Суагър – Боб „Десетката“. Суагър с оръжие в ръка, богат опит и хитроумни действия се справя с враговете си. През 2007 г. по книгата „Снайпер“ излиза филмът „Снайперистът“ с участието на Марк Уолбърг, който неизменно е част от боксофиса.
Следващата година литературен агент му става Естер Нюбърг, която една от най-добрите и е впечатлена от романите му. С нея идва и големия му успех.
Хънтър продължава да работи като филмов критик и неизменно да пише бестселъри. През 2000 г. стартира трилогията за Ърл Суагър, баща на неговия герой Боб Суагър, а през 2010 г. въвежда и новия си герой Рей Круз, неизвестния дълго време син на Боб Суагър. От 2008 г. той намалява участието си по работата си в кинокритиката и отделя повече внимание на романите.
От страна на филмовите дейци (актьори, режисьори) книгите на Хънтър винаги са били привлекателни за филмиране, но поради 30-годишната му работа като взискателен филмов критик той не е предпочитан от филмовите магнати.
Романите на Хънтър ни въвеждат в тайнствени, невероятно сложни конспирации, които обаче се разрешават в края им. В същото време събитията са представени от субективната гледна точка на отделните противопоставящи се герои. Така сюжетът става понятен за обикновения читател и комбинацията от двете характеристики, необичайна за съвременните писатели, допринася за популярността на писателя. Всичките романи на Хънтър съдържат много насилие, за което той казва: „Насилието предизвиква у мен силни чувства. Изглежда, че то провокира въображението ми по много странен начин, и ставам способен да създам един нов свят“.
Хънтър е написал три документални книги. Първата „Violent Screen: A Critic's 13 Years on the Front Lines of Movie Mayhem“ (1995) е сборник от негови есета за времето му в „Балтимор Сън“. Втората „American Gunfight“ (2005) е преглед на опита за убийство на Хари Труман в „Блеър хауз“ във Вашингтон, окръг Колумбия, на 1 ноември 1950 г., а третата „Now Playing at the Valencia“ (2007) също е сборник от неговите публикации във „Вашингтон пост“.
През своя живот Хънтър се бори да балансира своята кариера, желанието си да твори и семейството, което се налага да пренебрегва заради своите ангажименти. Развежда се и се жени отново през 2005 г. за Джейн Марбеля, коментатор в „Балтимор сън“. Има две деца. Той живее в Балтимор, Мериленд.
Хобито на Хънтър е да стреля с пистолет, заявявайки, че „много хора не разбират, че стрелбата с огнестрелно оръжие е чувствено удоволствие, което бива оценено само по себе си“.

## Произведения

### Самостоятелни романи
- The Master Sniper (1980)
- The Second Saladin (1982)
- Target (1985)
- The Spanish Gambit /Tapestry of Spies/ (1985)
- The Day Before Midnight (1989)
- Dirty White Boys (1994)

### Серия „Боб Лий Суагър“
1. Point of Impact (1993)
Снайпер, изд.: ИК „Атика“, София (2004), прев. Венцислав Градинаров
2. Black Light (1996)
Нощта на снайпера, изд. „Атика“ (2005), прев. Асен Георгиев
3. Time to Hunt (1998)
4. The 47th Samurai (2007)
47-ият самурай, изд.: ИК „ЕРА“, София (2008), прев. Марин Загорчев
5. Night of Thunder (2008)
6. I, Sniper (2009)
7. Dead Zero (2010)
8. The Third Bullet (2013)

### Серия „Ърл Суагър“
1. Hot Springs (2000)
2. Pale Horse Coming (2001)
3. Havana (2003)

### Серия „Рей Круз“
1. Dead Zero (2010)
2. Soft Target (2011)

### Документалистика
- Violent Screen: A Critic's 13 Years on the Front Lines of Movie Mayhem (1995)
- Now Playing at the Valencia: Pulitzer Prize-Winning Essays on Movies (2005)
- American Gunfight: The Plot to Kill Harry Truman and the Shoot-out that Stopped It (2007) – с Джон Бейнбридж младши

### Екранизации
- 2007 Снайперист, Shooter
- 2016 – 2018 Shooter – ТВ сериал, по „Снайпер“, „Нощта на снайпера“ и „Time to Hunt“